# 宇芸神社
宇芸神社（うげじんじゃ、旧字体：宇藝神社）は、群馬県富岡市神成（かんなり）にある神社。式内社で、旧社格は村社。

## 祭神
- 倉稲魂神（うかのみたまのかみ）[1][2]

## 歴史
社伝では、天武天皇の御代の白鳳年間（7世紀後半）の創建とされる。現在の社地は本来赤城神社が鎮座した地で、宇芸神社は元は西方の吉田池の辺りにあったという。
延長5年（927年）成立の『延喜式』神名帳では上野国甘楽郡に「宇芸神社」と記載され、式内社に列している。
『上野国神名帳』一宮本および群書類従本では上野国鎮守12社に「従一位 宇藝大明神」を挙げ、当社に比定されている。他方、総社本では鎮守10社に含まれていない。甘楽郡の項には一宮本に「従一位 宇岐大明神」、群書類従本・総社本に「従一位 宗岐明神」という神名が見える。尾崎喜左雄は鎮守社と郡別の項の神社を別とみて、後者を曾木神社（富岡市曾木）にあてている。
天明年間（1781年 - 1789年）に火災で焼失し、現在の社殿は享保元年（1716年）4月に再建されたものという。
祭日は11月3日だったが現在は4月3日と10月15日。

## 境内
- 本殿 - 一間社流造。
- 拝殿
- ムクロジ - 樹高14m、樹齢約300年。富岡市指定天然記念物。
- 境内社[2]
  - 赤城神社
  - 高靇神社
  - 産泰神社
  - 神明宮
  - 三嶋神社
  - 富士神社
  - 琴平宮
  - 北斗神社
  - 大雷社

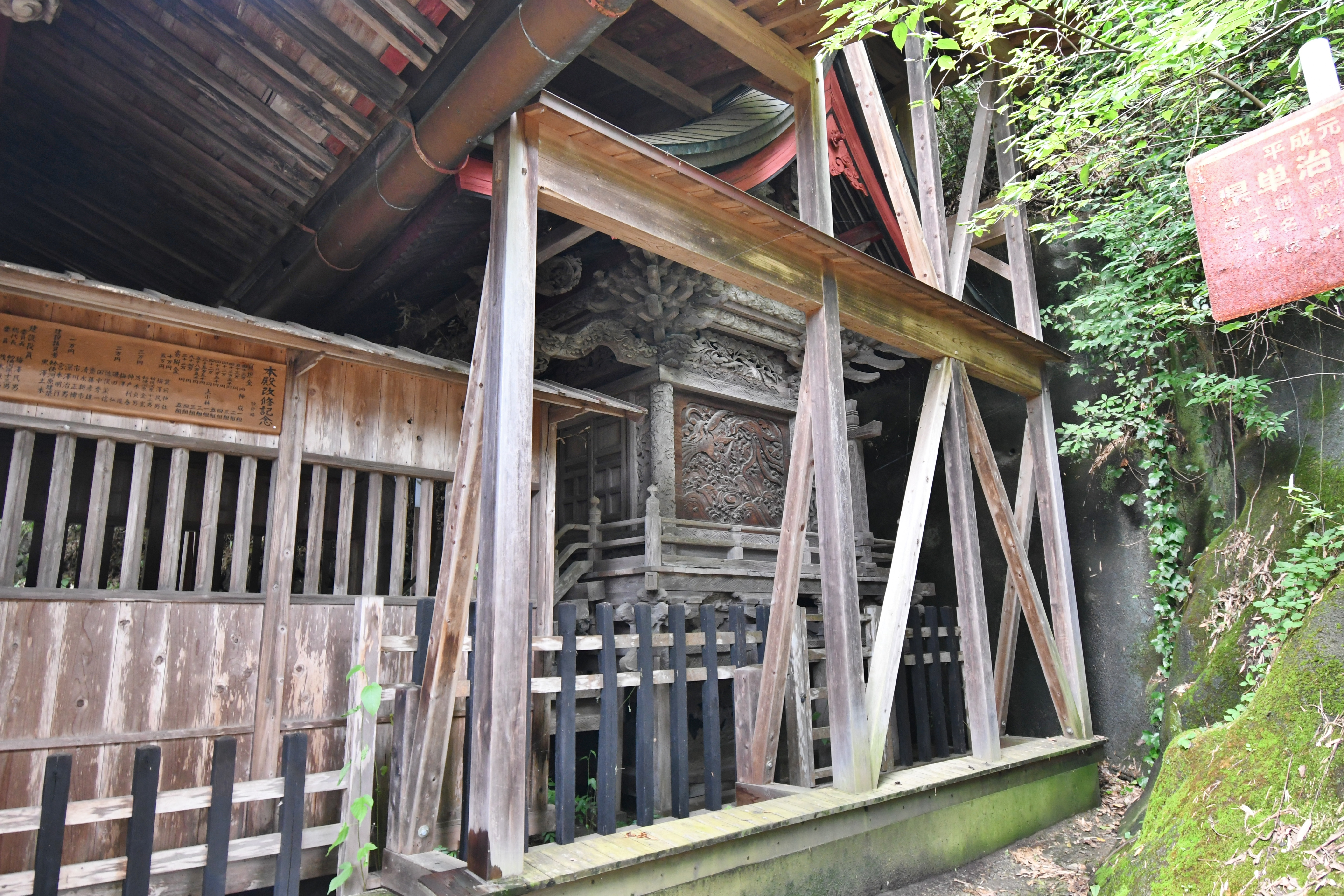
本殿
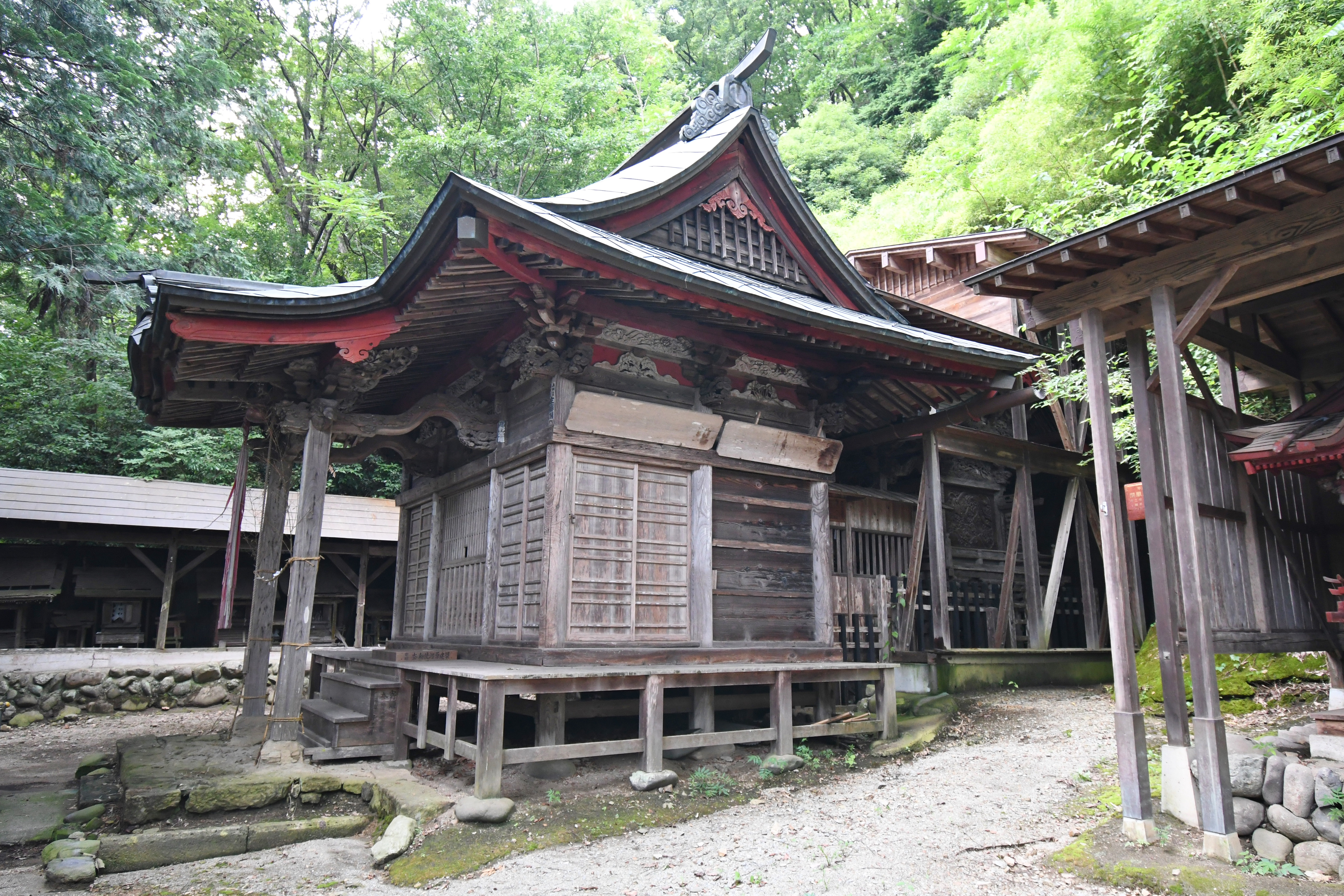
拝殿
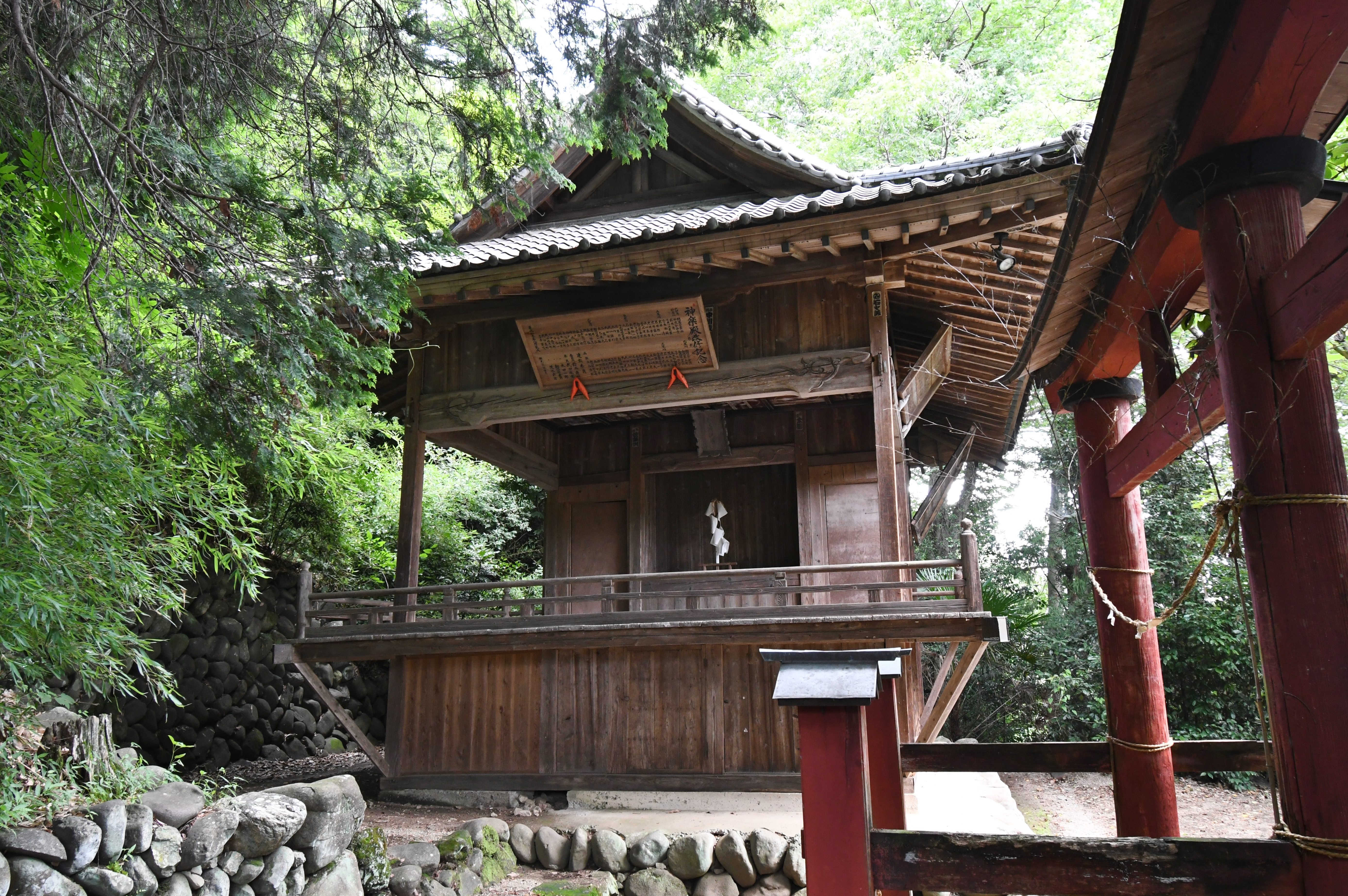
神楽殿
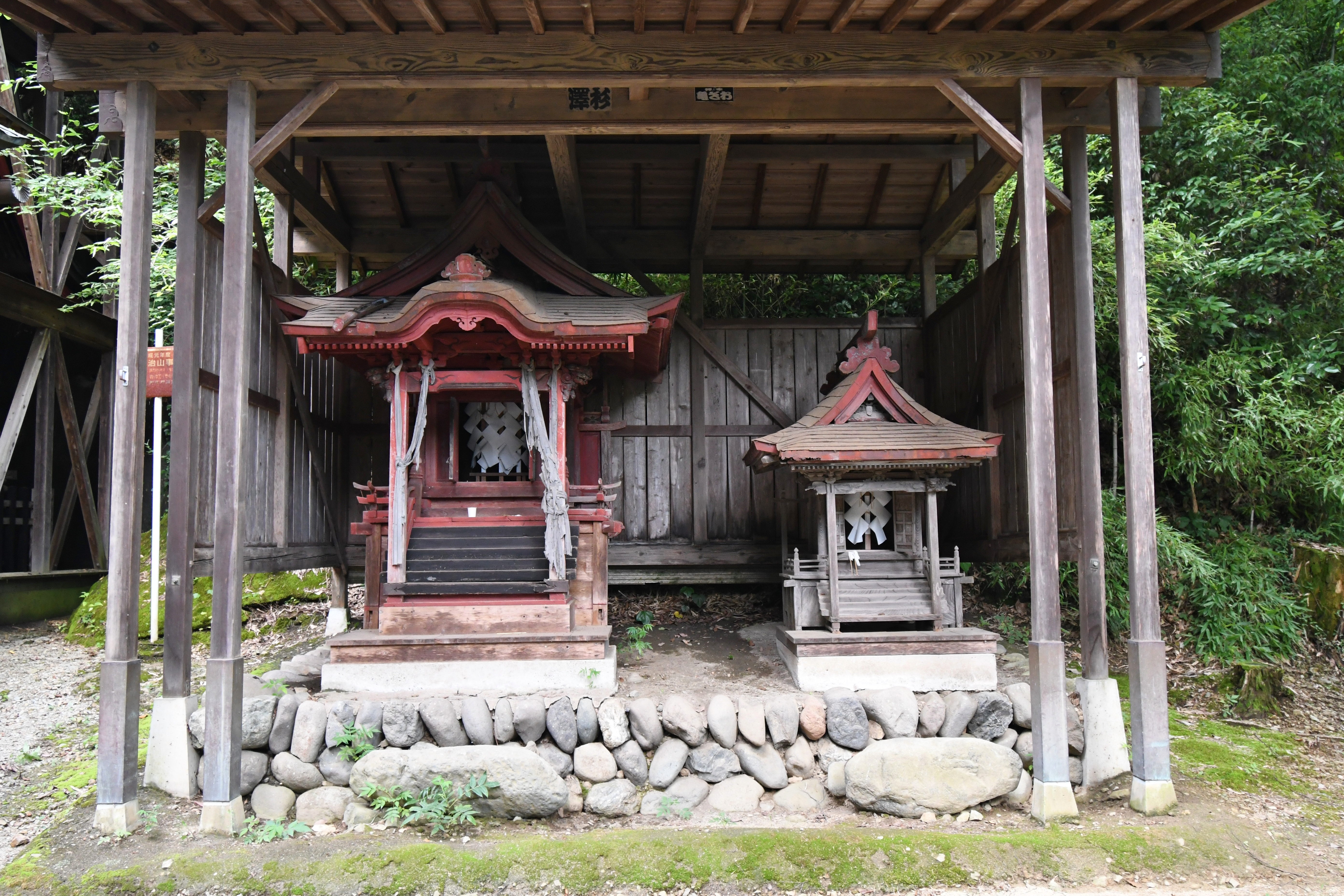
境内社
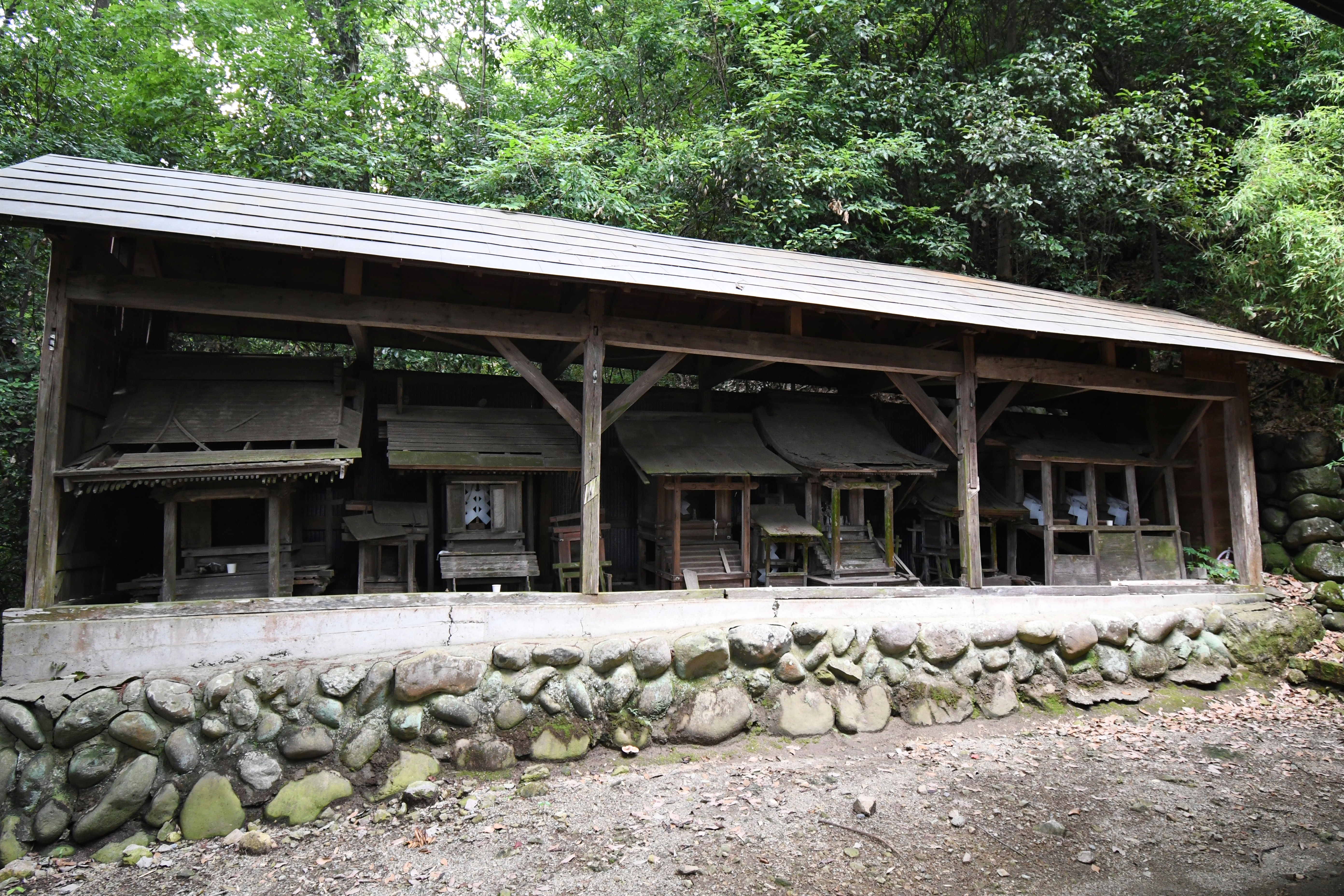
境内社
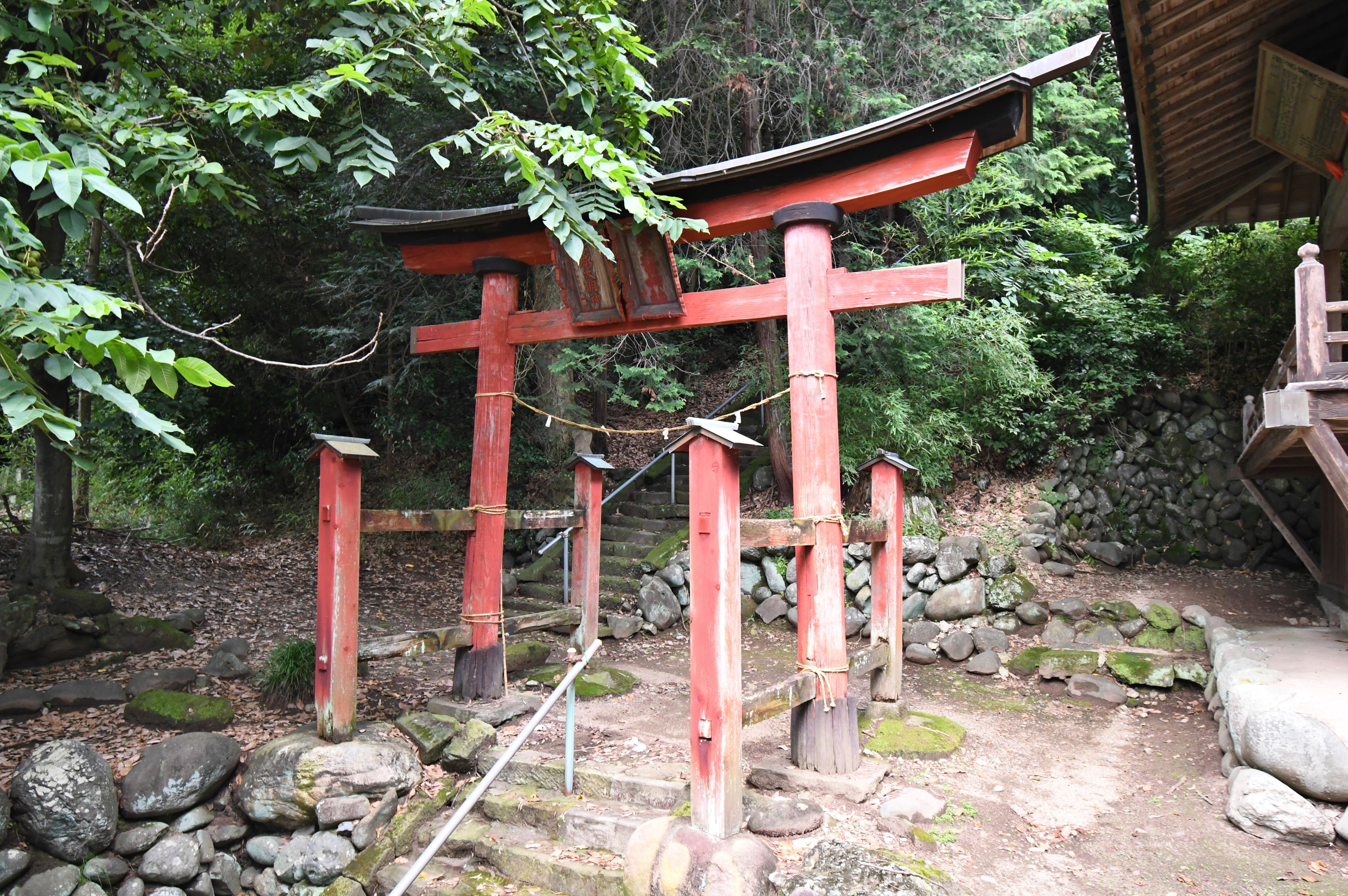
鳥居
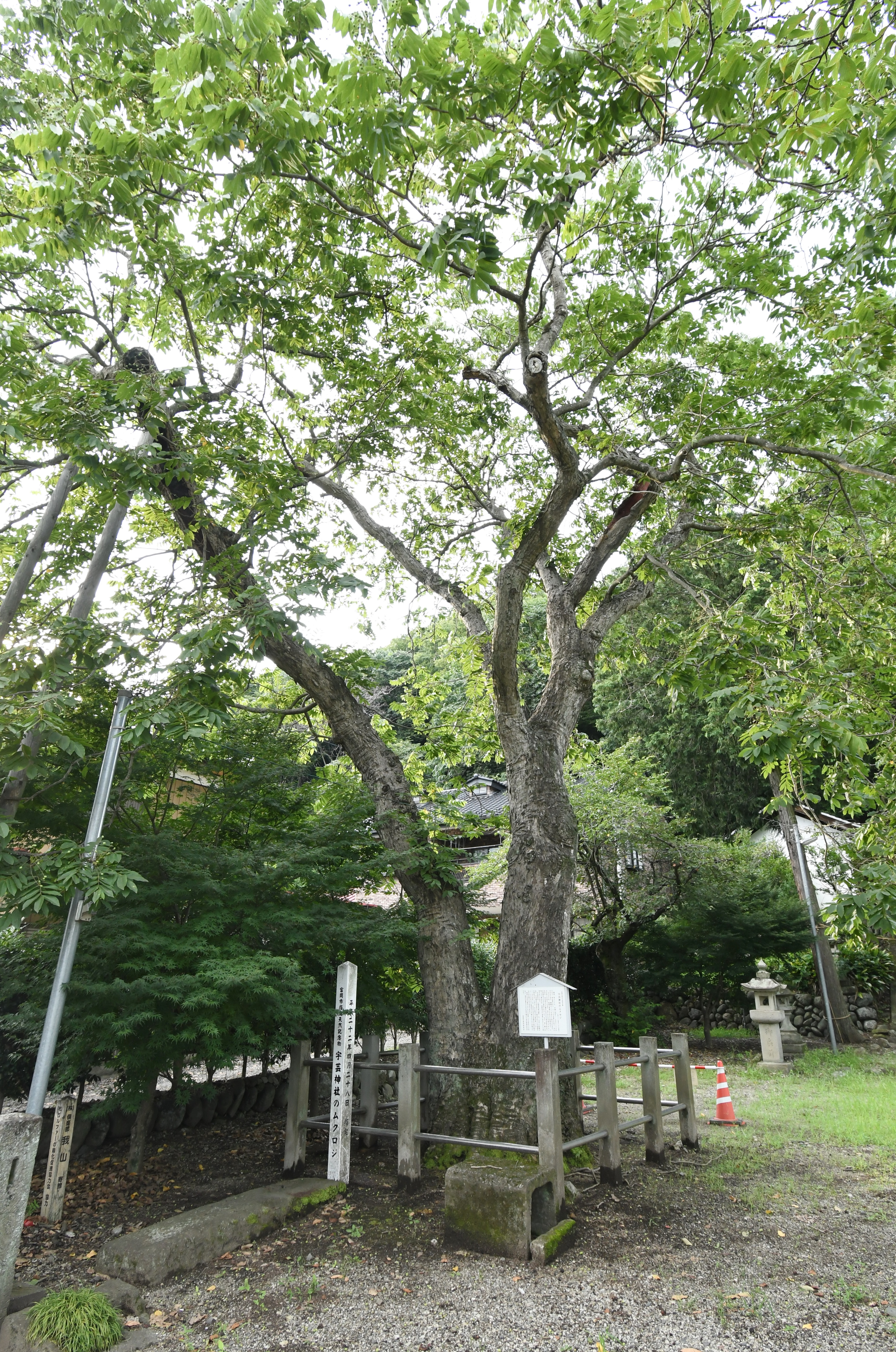
ムクロジ（富岡市指定天然記念物）
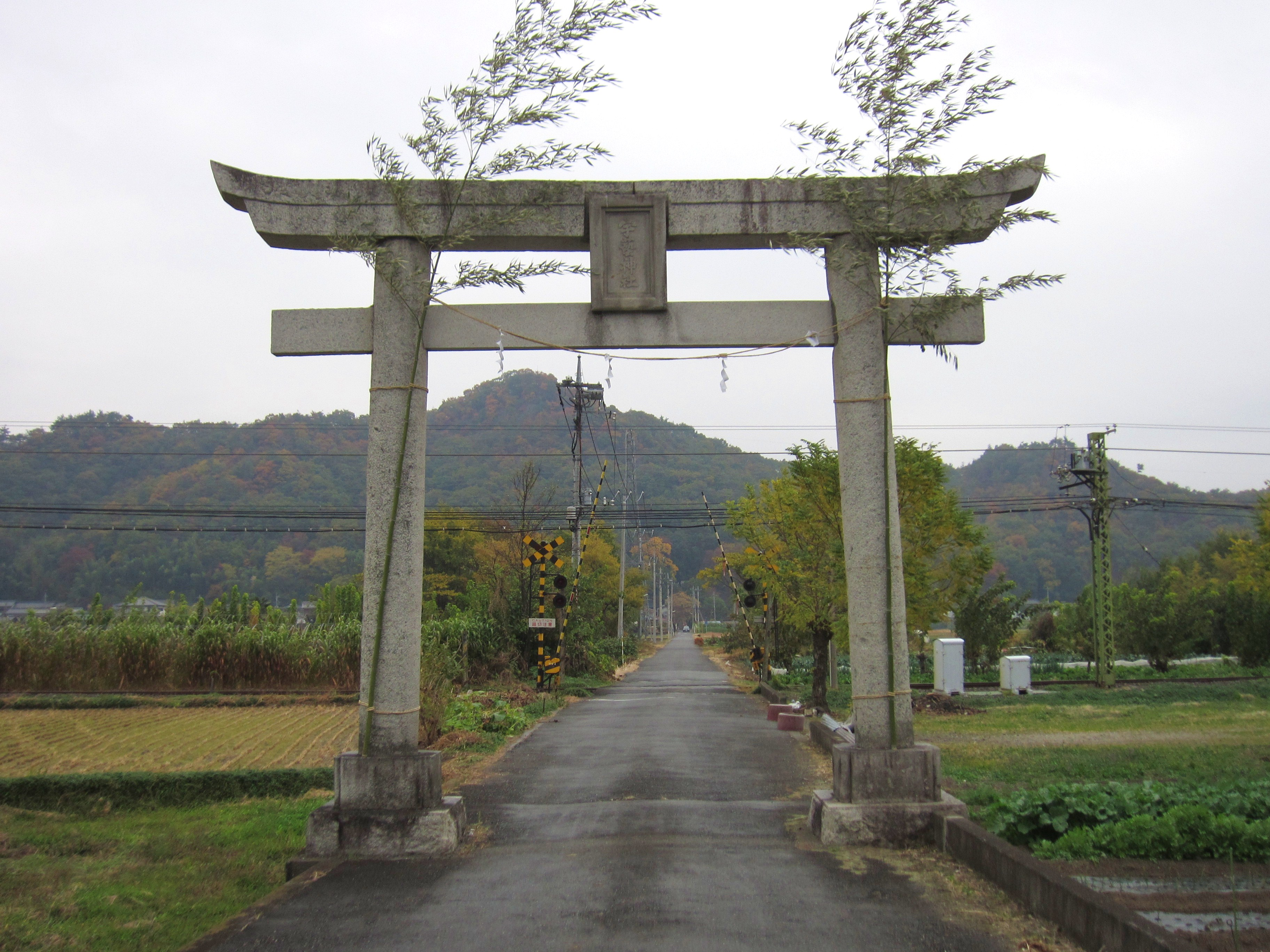
一の鳥居

## 文化財

### 富岡市指定文化財
- 天然記念物
  - 宇芸神社のムクロジ - 2010年（平成22年）4月28日指定[6]。